# 彭帥
彭 帥（ポン・シュアイ、ピン音表記：Péng Shuài、日本語音読み：ほう すい、1986年1月8日 - ）は、中国・湖南省出身の女子プロテニス選手。2013年ウィンブルドン選手権と2014年全仏オープン女子ダブルスの優勝者である。WTAツアーでシングルスで2勝、ダブルスで22勝を挙げている。自己最高ランキングはシングルス14位、ダブルス1位。フォアハンド・ストローク、バックハンド・ストロークとも両手打ちの選手。そこから繰り出す強打のショットとタフな体格、強気な性格などから「中国女子テニス界の猛女」と呼ばれることがあるという。
2021年11月2日に張高麗からの性的暴行被害を告白して以来、安否不明となっている（詳細は#性的暴行被害の告白と失踪）。失踪には中国政府の関与が疑われており、女子テニス協会（WTA）の中国での大会が中止になるなどの余波が生じている。

## 来歴
彭帥は父親が警察官という家庭に生まれ、8歳の時からおじの勧めでテニスを始めた。2000年から中国国内のトーナメントに出場し始め、2001年に15歳で女子テニス国別対抗戦・フェドカップに中国代表選手として初出場する。2003年にプロ入りし、2004年ウィンブルドンで4大大会本戦にデビューした。2005年夏、彭はシングルスの自己最高ランキングを「31位」まで上げたが、これは当時の中国女子の最高位であった。翌2006年1月に同僚選手の鄭潔と晏紫が全豪オープン女子ダブルスで初優勝し、ここから中国女子テニス界の盛り上がりが始まった。彭もそのひとりとして、シングルス・ダブルスともに実力を上げていき、この年からフェドカップの中国代表選手として起用される機会が増えた。
2006年5月、彭はフランス・ストラスブール大会（全仏オープンの最後の前哨戦）で初めてWTAツアーのシングルス決勝に進み、第2シードのニコル・バイディソバに 6-7, 3-6 で敗れた。全仏オープンでは2回戦で途中棄権したが、2006年ウィンブルドンで初めて3回戦に勝ち上がり、第16シードのフラビア・ペンネッタと対戦した。このウィンブルドンで、李娜が中国女子選手として初のシングルス・ベスト8に進出する。2007年9月末に開かれた中国・広州市の大会で、彭帥は晏紫とのペアで女子ツアーのダブルス初優勝を達成した。
2008年3月初めのインド・バンガロール大会で、彭帥は同じ中国の孫甜甜とペアを組み、決勝で台湾ペアの詹詠然&荘佳容組を破って優勝した。この年は女子ツアーのダブルス戦で、大半のトーナメントを孫とのコンビで出場し、ダブルスの自己最高ランキングを18位まで上げた。それから、彭はウィンブルドンで2年ぶり2度目の3回戦に勝ち上がった。
2009年1月、メディバンク国際の女子ダブルスで謝淑薇と組んで優勝。全豪オープンでは、初進出の3回戦で第2シードのセリーナ・ウィリアムズに 1-6, 4-6 で敗れた。謝淑薇と組んだダブルスでもベスト8まで進み、ビーナスとセリーナのウィリアムズ姉妹組に 2-6, 6-4, 3-6 で敗れたため、彭は単複ともS・ウィリアムズに道を阻まれたことになる。全仏オープンで、彭は初めて女子シングルス「第31シード」を得た。シングルスは1回戦敗退に終わるが、謝とのダブルスで準決勝まで進み、ビクトリア・アザレンカ&エレーナ・ベスニナ組に 3-6, 5-7 で敗れて決勝進出を逃した。
2010年11月の広州アジア大会ではシングルス準決勝で日本のクルム伊達公子を 7-6, 3-6, 6-2 、決勝でアクグル・アマンムラドワを 7-5, 6-2 で破り金メダルを獲得。団体でも金メダル、晏紫と組んだダブルスでは銅メダルを獲得した。
2011年1月の全豪オープンでは、2回戦で第7シードのエレナ・ヤンコビッチを 7-6, 3-6 、3回戦では森田あゆみを 6-1, 3-6, 6-3 で破り4大大会初のシングルス4回戦に進出した。4回戦ではアグニエシュカ・ラドワンスカに 5-7, 6-3, 5-7 で敗れベスト8進出はならなかった。全仏直前のブリュッセル大会で4度目の決勝に進出したが、世界ランキング1位のキャロライン・ウォズニアッキに 6–2, 3–6, 3–6 で敗れた。全仏オープンはフランチェスカ・スキアボーネとの3回戦を途中棄権したが、ウィンブルドンと全米オープンでも4回戦に進出し、自己最高のランキング14位を記録している。
2013年ウィンブルドン選手権では謝淑薇とペアを組み初めて4大大会ダブルスの決勝に進出した。決勝ではアシュリー・バーティ&ケーシー・デラクア組を 7–6(1), 6–1 で破り大会初優勝を果たした。最終戦のWTAツアー選手権でも決勝でエカテリーナ・マカロワ&エレーナ・ベスニナ組を 6-4, 7-5 で破り優勝した。2014年全仏オープンでも決勝でサラ・エラニ&ロベルタ・ビンチ組を 6–4, 6–1 で破り4大大会ダブルス2勝目を挙げた。
2014年全米オープンでは2回戦で第4シードのアグニエシュカ・ラドワンスカ、3回戦で第28シードのロベルタ・ビンチ、4回戦で第14シードのルーシー・サファロバを破りノーシードから初めて4大大会シングルスでベスト8に進出した。準々決勝ではベリンダ・ベンチッチに 6-2, 6-1 で快勝しベスト4に進出したが、しかしキャロライン・ウォズニアッキとの準決勝を途中棄権した。
2016年10月の天津オープンでシングルス7度目の決勝進出。決勝でアリソン・リスクに7-6(3), 6-2で勝利し、30歳でシングルス初優勝を果たした。
彭帥はオリンピック中国代表として、2008年北京五輪と2012年ロンドン五輪、2016年リオ五輪の3大会に出場している。
2017年のウィンブルドン選手権において、ダブルスのパートナーを変更するため、相方に棄権を強要しようとしたとして不正防止機関「テニス・インテグリティ・ユニット（TIU）」から6か月の出場停止と1万ドルの罰金処分が課された。なお彭帥は本大会には出場しなかった。
2019年1月の深圳オープンでは、謝淑薇とともにダブルスで優勝した。また、10月の蘇州オープンではシングルスで優勝した。
2020年1月のホバート国際では、張帥とともにダブルスで準優勝した。

## 性的暴行被害の告白と失踪
2021年11月2日、彭帥は中国の元副首相・政治局常務委員の張高麗から性的関係を強要されたと微博で告白した。しかし、中国のネット環境は厳しい統制下にあるため、中国共産党の上層部に初めて波及した#MeToo運動は検閲対象となり、ネット上から関連情報を含めて全て削除された。
彭帥の微博での告白によると、張高麗が北京市のトップである党委書記時代（2007-2012年）に二人は不倫関係にあり、張が党最高指導部入りしたのち関係は途絶えたが、2018年に張が引退後彭帥に連絡をし、妻同伴で彭帥を訪ねて自宅に連れ帰り、性的関係を迫った。彭は一度は断ったが、恐怖により頭が混乱して同意し、その後も関係が続いたものの2021年の10月末に言い争いになって以降連絡が途絶えた、という。告白の投稿は30分ほどで削除されたが、海外のSNSに転載され拡散した。
その後、彭帥は消息不明となった。中国政府は、政府を批判する個人や人権活動家を拘束・拷問しており、強要した自白を公開することもある。一例として、ジャーナリストでMeToo活動家であった黄雪琴を拘束したことが挙げられる。そのため、クリス・エバートがSNS上で#WhereIsPengShuai（彭帥はどこだ）というハッシュタグを使い情報提供を呼びかけたほか、11月14日には女子テニス協会（WTA）も沈黙を破り、スティーブ・サイモンCEOが深い懸念を示し、徹底的かつ公正、透明な調査を求めた。
2021年11月21日、国際オリンピック委員会は、「トーマス・バッハ会長が彭帥と30分間にわたりテレビ電話で通話し、無事を確認した」と発表し、同日には環球時報の編集長によって11月21日および20日のものとされる彭帥の動画がツイッターに投稿された（動画の中では、性的暴行については触れられなかった）。バッハは12月にも彼女と2度目のテレビ電話を行ったとした。しかし、バッハは彼女と面識がなく、また一連の通話がどのように行われたのかも説明がなかったため、別人と通話したのではないかと疑われた（バッハは別人説を否定）。12月9日、バッハは「彼女は非常に不安定な状況にある」と態度を一転させた。
2021年12月1日、サイモンは「彭選手の居場所は分かったが、彼女が自由で安全で、検閲や強制、脅迫を受けていないのかどうか重大な疑問を抱いている」と表明し、公正な調査を改めて求めるとともに、「2022年に中国で大会を開催した場合、選手やスタッフ全員が直面しうるリスクを大いに懸念している」として中国でのWTAの大会を中止すると発表した。
2021年12月19日、中国共産党の機関紙人民日報傘下の環球時報記者は、彭帥がスポーツ選手らと談笑する動画をツイッターに公開した。この動画は国際スキー連盟（FIS）クロスカントリースキー上海大会会場で撮影されたという。新華社によると、この大会は12月18日に開催された。また、12月19日、彭帥はシンガポール紙聯合早報の取材に対し「誰かが私に性的暴行を加えたと言ったり書いたりしたことはない」と強調し、自身は自由だと訴えた。微博での投稿については「プライバシーの問題」だとして、詳しくは語らなかった。消息不明になって以降に外国メディアの取材に応じるのは初とみられる。
こうした報道に対し、懐疑的な姿勢を表明しているマスメディアも多い。例えば朝日新聞社は「どのような状況で取材に応じたのかは不明」、日経新聞社やFNNは「発言は中国政府の主張に沿った内容で、本人の意思かどうかは不明」などとしている。その上で、日経新聞社や時事通信社は、中国政府が2022年2月の北京冬季五輪への影響を抑えるために、「無事」を演出することで問題の早期幕引きを図っている可能性を指摘している。
2022年2月、フランスのメディアによるインタビューで性的暴行を改めて否定した上、現役引退を表明した。
2023年4月、WTAは「状況は変わる兆しはなく、私たちは（徹底調査などの）目標を完全に達成することはできないと判断した」として中国での大会再開を宣言し、同年9月と10月に中国で計7大会が開催された。ニューヨークタイムスによると、WTAの年間収入の3分の1が中国での大会開催によるもので（2019年）、WTAのサイモンCEOは、BBCの取材に対し、決定は商業的な現実によって強制されたものではないとしながらも中国での大会中止が大きな犠牲であったことを認めた。

## WTAツアー決勝進出結果

### シングルス：9回（2タイトル、7準優勝）
| 大会グレード          | 大会グレード                 |
| 2008年以前            | 2009年以後                   |
| --------------------- | ---------------------------- |
| グランドスラム (0–0)  |                              |
| WTAファイナルズ (0–0) |                              |
| ティア I (0–0)        | プレミア・マンダトリー (0-0) |
| ティア I (0–0)        | プレミア5 (0-0)              |
| ティア II (0–0)       | プレミア (0–2)               |
| ティア III (0–2)      | インターナショナル (2–2)     |
| ティア IV & V (0–1)   | インターナショナル (2–2)     |

| 結果   | No. | 決勝日         | 大会             | サーフェス | 対戦相手                     | スコア           |
| ------ | --- | -------------- | ---------------- | ---------- | ---------------------------- | ---------------- |
| 準優勝 | 1.  | 2006年5月27日  | ストラスブール   | クレー     | ニコル・バイディソバ         | 6–7(7), 3–6      |
| 準優勝 | 2.  | 2008年8月23日  | フォレストヒルズ | ハード     | ルーシー・サファロバ         | 4–6, 2–6         |
| 準優勝 | 3.  | 2008年9月21日  | 広州             | ハード     | ベラ・ズボナレワ             | 7–6(4), 0–6, 2–6 |
| 準優勝 | 4.  | 2011年5月21日  | ブリュッセル     | クレー     | キャロライン・ウォズニアッキ | 6–2, 3–6, 3–6    |
| 準優勝 | 5.  | 2013年5月25日  | ブリュッセル     | クレー     | カイア・カネピ               | 2–6, 5–7         |
| 準優勝 | 6.  | 2014年1月4日   | 深圳             | ハード     | 李娜                         | 4–6, 5–7         |
| 優勝   | 1.  | 2016年10月16日 | 天津             | ハード     | アリソン・リスク             | 7–6(3), 6–2      |
| 準優勝 | 7.  | 2017年2月5日   | 台北             | ハード     | エリナ・スビトリナ           | 3–6, 2–6         |
| 優勝   | 2.  | 2017年7月30日  | 南昌             | ハード     | 日比野菜緒                   | 6–3, 6–2         |

### ダブルス：29回（22タイトル、7準優勝）
| 大会グレード          | 大会グレード                 |
| 2008年以前            | 2009年以後                   |
| --------------------- | ---------------------------- |
| グランドスラム (2–1)  |                              |
| WTAファイナルズ (1–1) |                              |
| ティア I (0–1)        | プレミア・マンダトリー (3-0) |
| ティア I (0–1)        | プレミア5 (5-2)              |
| ティア II (1–0)       | プレミア (1–1)               |
| ティア III (2–0)      | インターナショナル (7–1)     |
| ティア IV & V (0–0)   | インターナショナル (7–1)     |

| 結果   | No. | 決勝日         | 大会                 | サーフェス      | パートナー                 | 対戦相手                                              | スコア                 |
| ------ | --- | -------------- | -------------------- | --------------- | -------------------------- | ----------------------------------------------------- | ---------------------- |
| 準優勝 | 1.  | 2007年4月15日  | チャールストン       | ハード          | 孫甜甜                     | 晏紫 鄭潔                                             | 5–7, 0–6               |
| 優勝   | 1.  | 2007年9月30日  | 広州                 | ハード          | 晏紫                       | バニア・キング 孫甜甜                                 | 6–3, 6–4               |
| 優勝   | 2.  | 2008年3月9日   | バンガロール         | ハード          | 孫甜甜                     | 詹詠然 荘佳容                                         | 6–4, 5–7, [10–8]       |
| 優勝   | 3.  | 2008年9月14日  | バリ                 | ハード          | 謝淑薇                     | マルタ・ドマホフスカ ナディア・ペトロワ               | 6–7(4), 7–6(3), [10–7] |
| 優勝   | 4.  | 2009年1月16日  | シドニー             | ハード          | 謝淑薇                     | ナタリー・ドシー ケーシー・デラクア                   | 6–0, 6–1               |
| 優勝   | 5.  | 2009年5月9日   | ローマ               | クレー          | 謝淑薇                     | ダニエラ・ハンチュコバ 杉山愛                         | 7–5, 7–6(5)            |
| 優勝   | 6.  | 2009年10月10日 | 北京                 | ハード          | 謝淑薇                     | アーラ・クドゥリャフツェワ エカテリーナ・マカロワ     | 6-3, 6-1               |
| 準優勝 | 2.  | 2010年4月11日  | ポンテベドラビーチ   | クレー          | 荘佳容                     | ベサニー・マテック＝サンズ 晏紫                       | 6–4, 4–6, [8–10]       |
| 準優勝 | 3.  | 2010年10月2日  | 東京                 | ハード          | シャハー・ピアー           | イベタ・ベネソバ バルボラ・ザフラボバ・ストリコバ     | 4–6, 6–4, [8–10]       |
| 優勝   | 7.  | 2011年5月15日  | ローマ               | クレー          | 鄭潔                       | バニア・キング ヤロスラワ・シュウェドワ               | 6–2, 6–3               |
| 優勝   | 8.  | 2013年5月19日  | ローマ               | クレー          | 謝淑薇                     | サラ・エラニ ロベルタ・ビンチ                         | 4–6, 6–3, [10–8]       |
| 優勝   | 9.  | 2013年7月6日   | ウィンブルドン       | 芝              | 謝淑薇                     | アシュリー・バーティ ケーシー・デラクア               | 7–6(1), 6–1            |
| 優勝   | 10. | 2013年8月18日  | シンシナティ         | ハード          | 謝淑薇                     | アンナ＝レナ・グローネフェルト クベタ・ペシュケ       | 2–6, 6–3, [12–10]      |
| 優勝   | 11. | 2013年9月21日  | 広州                 | ハード          | 謝淑薇                     | バニア・キング ガリナ・ボスコボワ                     | 6-3, 4-6, [12-10]      |
| 優勝   | 12. | 2013年10月27日 | イスタンブール       | ハード （室内） | 謝淑薇                     | エカテリーナ・マカロワ エレーナ・ベスニナ             | 6-4, 7–5               |
| 優勝   | 13. | 2014年2月2日   | パタヤ               | ハード          | 張帥                       | アーラ・クドゥリャフツェワ アナスタシア・ロディオノワ | 3–6, 7–6(5), [10–6]    |
| 優勝   | 14. | 2014年2月26日  | ドーハ               | ハード          | 謝淑薇                     | クベタ・ペシュケ カタリナ・スレボトニク               | 6–4, 6–0               |
| 優勝   | 15. | 2014年3月15日  | インディアンウェルズ | ハード          | 謝淑薇                     | カーラ・ブラック サニア・ミルザ                       | 7–6(5), 6–2            |
| 優勝   | 16. | 2014年6月8日   | 全仏オープン         | クレー          | 謝淑薇                     | サラ・エラニ ロベルタ・ビンチ                         | 6-4, 6-1               |
| 優勝   | 17. | 2014年10月4日  | 北京                 | ハード          | アンドレア・フラバーチコバ | カーラ・ブラック サニア・ミルザ                       | 6–4, 6–4               |
| 準優勝 | 4.  | 2014年10月26日 | シンガポール         | ハード （室内） | 謝淑薇                     | カーラ・ブラック サニア・ミルザ                       | 1-6, 0–6               |
| 優勝   | 18. | 2016年6月14日  | ノッティンガム       | 芝              | アンドレア・フラバーチコバ | ガブリエラ・ダブロウスキー 楊釗煊                     | 7–5, 3–6, [10–7]       |
| 優勝   | 19. | 2016年9月24日  | 広州                 | ハード          | アジア・ムハンマド         | オリガ・ゴボツォワ ベラ・ラプコ                       | 6–2, 7–6(3)            |
| 優勝   | 20. | 2016年10月16日 | 天津                 | ハード          | クリスティナ・マクヘール   | 徐一幡 マグダ・リネッテ                               | 7–6(8), 6–0            |
| 優勝   | 21. | 2017年1月7日   | 深圳                 | ハード          | アンドレア・フラバーチコバ | ラルカ・オラル オリガ・サブチュク                     | 6–1, 7–5               |
| 準優勝 | 5.  | 2017年1月28日  | 全豪オープン         | ハード          | アンドレア・フラバーチコバ | ベサニー・マテック＝サンズ ルーシー・サファロバ       | 7–6(4), 3–6, 3–6       |
| 準優勝 | 6.  | 2017年2月25日  | ドバイ               | ハード          | アンドレア・フラバーチコバ | エカテリーナ・マカロワ エレーナ・ベスニナ             | 2–6, 6–4, [7–10]       |
| 準優勝 | 7.  | 2018年2月24日  | ドバイ               | ハード          | 謝淑薇                     | 詹皓晴 楊釗煊                                         | 6–4, 2–6, [6–10]       |
| 優勝   | 22. | 2019年1月5日   | 深圳                 | ハード          | 楊釗煊                     | 段瑩瑩 レナタ・ボラコバ                               | 6–4, 6–3               |

## 4大大会シングルス成績
略語の説明
| W | F | SF | QF | #R | RR | Q# | LQ | A | Z# | PO | G | S | B | NMS | P | NH |

W=優勝, F=準優勝, SF=ベスト4, QF=ベスト8, #R=#回戦敗退, RR=ラウンドロビン敗退, Q#=予選#回戦敗退, LQ=予選敗退, A=大会不参加, Z#=デビスカップ/BJKカップ地域ゾーン, PO=デビスカップ/BJKカッププレーオフ, G=オリンピック金メダル, S=オリンピック銀メダル, B=オリンピック銅メダル, NMS=マスターズシリーズから降格, P=開催延期, NH=開催なし.
| 大会           | 2004 | 2005 | 2006 | 2007 | 2008 | 2009 | 2010 | 2011 | 2012 | 2013 | 2014 | 2015 | 2016 | 2017 | 2018 | 2019 | 2020 | 2021 | 通算成績 |
| -------------- | ---- | ---- | ---- | ---- | ---- | ---- | ---- | ---- | ---- | ---- | ---- | ---- | ---- | ---- | ---- | ---- | ---- | ---- | -------- |
| 全豪オープン   | A    | 2R   | 1R   | 2R   | 1R   | 3R   | 1R   | 4R   | 2R   | 2R   | 1R   | 4R   | A    | 2R   | 1R   | 1R   | 1R   | A    | 13–15    |
| 全仏オープン   | LQ   | 2R   | 2R   | A    | 2R   | 1R   | A    | 3R   | 3R   | 2R   | 1R   | 1R   | A    | 1R   | 2R   | LQ   | A    | A    | 9–11     |
| ウィンブルドン | 1R   | A    | 3R   | 1R   | 3R   | 2R   | A    | 4R   | 4R   | 2R   | 4R   | A    | 1R   | 3R   | 1R   | LQ   | NH   | A    | 17–12    |
| 全米オープン   | LQ   | 1R   | 1R   | 1R   | 2R   | 2R   | 3R   | 4R   | 1R   | 2R   | SF   | A    | 1R   | 2R   | A    | 2R   | A    | A    | 15–13    |

※: 2010年全米の不戦敗は通算成績に含まない